# إيرل وود
إيرل وود (بالإنجليزية: Earl Wood)‏ هو عالم وظائف الأعضاء أمريكي، ولد في 1912 في مانكاتو في الولايات المتحدة، وتوفي في 18 مارس 2009 في روشستر في الولايات المتحدة.